# ヌーノ・ミゲル・ゴメス・ドス・サントス
ヌーノ・サントス（Nuno Santos）ことヌーノ・ミゲル・ゴメス・ドス・サントス（ポルトガル語: Nuno Miguel Gomes dos Santos、1995年2月13日 - ）は、ポルトガルのサッカー選手。ポジションはFW。

## クラブ歴
トロファ生まれで、地元のCDトロフェンセの下部組織でサッカーを始めた。その後、FCポルト、リオ・アヴェFC、SLベンフィカの下部組織を渡り歩いた。
2014年8月30日にSLベンフィカBで選手初出場を記録、この試合では69分にジョアン・アモリムに代わって投入された。初シーズンでは36試合8得点の成績を残した。
ベンフィカのトップチーム初出場は2015年9月11日のプリメイラ・リーガで、ピッツィに代わっての投入であったが、この試合が彼にとっての唯一のトップチームでの出場となった。同年12月の左膝の負傷も大きく、翌年6月にヴィトーリア・セトゥーバルへの期限付き移籍が決まった際にも完治していなかった。
2017年6月16日、リオ・アヴェFCに5年契約で完全移籍。当初は主に控えであったが、FCポルトから得点を記録する活躍も見せた。しかし2018年7月に再び左膝を怪我し、翌年3月迄の離脱となった。2020年6月17日の試合はリオ・アヴェの選手3人が退場となる大荒れの試合であったが、この3人のうちの一人が彼であった。
2020年8月21日、スポルティング・クルーベ・デ・ポルトゥガルに5年契約で完全移籍した。移籍金は400万ユーロに加えてジェルソン・ダラの所有権の50%と、フランシスコ・ジェラウデスの所有権の75%の譲渡という取引で、違約金は6000万ユーロとなった。なお、彼自身はこの移籍によってトレス・グランデス全てに在籍した事となった。

## 代表歴
アンダー代表としてはUEFA U-19欧州選手権2014、2015 FIFA U-20ワールドカップに参加した。その後UEFA U-21欧州選手権2017予選ではマルコス・ロペスに代わって投入されてアルバニア代表戦で投入されたが、本戦メンバーからは脱落した。また、リオデジャネイロオリンピックも18人のメンバーに選ばれていたが、ピテに取って代わられた。
2022年10月には2022 FIFAワールドカップに臨むポルトガル代表候補55人のうちの一人に名を連ねたが、本戦メンバーからは脱落した。